# Huixin
Huixin (kinesiska: 汇鑫街道, 汇鑫) är en socken i Kina. Den ligger i provinsen Shandong, i den östra delen av landet, omkring 73 kilometer väster om provinshuvudstaden Jinan. Antalet invånare är 39 273. Befolkningen består av 19 574 kvinnor och 19 699 män. Barn under 15 år utgör 16,0 %, vuxna 15-64 år 73 %, och äldre över 65 år 9,0 %.
Genomsnittlig årsnederbörd är 800 millimeter. Den regnigaste månaden är juli, med i genomsnitt 287 mm nederbörd, och den torraste är januari, med 5 mm nederbörd.